# Erik Hamrén
Erik Anders Hamrén (Ljusdal, 27 juni 1957) is een Zweeds voetbaltrainer. Hij was bondscoach van Zweden en IJsland.

## Spelerscarrière
Als speler kwam hij uit voor Ljusdals IF en Stockviks FF.

## Trainerscarrière
In zijn eerste seizoen als trainer van Rosenborg BK behaalde Erik Hamrén de landstitel van Noorwegen. Hiervoor was hij trainer van AaB in de Superligaen. Deze club haalde onder zijn leiding een vijfde plaats in het seizoen 2005/06, een derde plaats in het seizoen 2006/07 en het kampioenschap in het seizoen 2007/08.
Nadat er hevig gespeculeerd was, werd op 4 november 2009 bekendgemaakt dat hij parttime verantwoordelijk was voor het Zweeds voetbalelftal, terwijl hij ook nog Rosenborg BK onder zijn hoede had. Nadat op 1 september 2010 zijn contract als trainer van Rosenborg BK verliep nam hij de volledige verantwoordelijkheid over het Zweedse voetbalelftal. Nadat hij zich met Zweden via de play-offs had geplaatst voor het EK voetbal 2016 in Frankrijk, ten koste van de Scandinavische buurman Denemarken, maakte hij begin 2016 bekend na de EK-eindronde te zullen stoppen als bondscoach van Zweden. Hij werd opgevolgd door Janne Andersson. Twee jaar later trad Hamrén in dienst als bondscoach van IJsland, waar hij aantrad als opvolger van Heimir Hallgrímsson. In november 2020 legde hij zijn functie neer. Op 15 september 2022 keerde hij als trainer terug bij AaB in de Superliga, toen Lars Friis werd ontslagen. Op 20 maart 2023 werd Hamrén ontslagen na een slechte reeks resultaten met AaB en laatste stond in de Superliga.
| Interlands Zweden onder leiding van Erik Hamrén | Interlands Zweden onder leiding van Erik Hamrén | Interlands Zweden onder leiding van Erik Hamrén | Interlands Zweden onder leiding van Erik Hamrén | Interlands Zweden onder leiding van Erik Hamrén | Interlands Zweden onder leiding van Erik Hamrén | Interlands Zweden onder leiding van Erik Hamrén |
| №                                               | Datum                                           | Plaats                                          | Opponent                                        | Uitslag                                         | Competitie                                      |                                                 |
| ----------------------------------------------- | ----------------------------------------------- | ----------------------------------------------- | ----------------------------------------------- | ----------------------------------------------- | ----------------------------------------------- | ----------------------------------------------- |
| 1                                               | 2009-11-18                                      | Cesena                                          | Italië                                          | 0 – 1                                           | Oefenwedstrijd                                  |                                                 |
| 2                                               | 2010-01-20                                      | Seeb                                            | Oman                                            | 1 – 0                                           | Oefenwedstrijd                                  |                                                 |
| 3                                               | 2010-01-23                                      | Damascus                                        | Syrië                                           | 1 – 1                                           | Oefenwedstrijd                                  |                                                 |
| 4                                               | 2010-03-03                                      | Swansea                                         | Wales                                           | 1 – 0                                           | Oefenwedstrijd                                  |                                                 |
| 5                                               | 2010-05-29                                      | Solna                                           | Bosnië en Her.                                  | 4 – 2                                           | Oefenwedstrijd                                  |                                                 |
| 6                                               | 2010-06-02                                      | Minsk                                           | Wit-Rusland                                     | 1 – 0                                           | Oefenwedstrijd                                  |                                                 |
| 7                                               | 2010-08-11                                      | Solna                                           | Schotland                                       | 3 – 0                                           | Oefenwedstrijd                                  |                                                 |
| 8                                               | 2010-09-03                                      | Solna                                           | Hongarije                                       | 2 – 0                                           | EK-kwalificatie                                 |                                                 |
| 9                                               | 2010-09-07                                      | Malmö                                           | San Marino                                      | 6 – 0                                           | EK-kwalificatie                                 |                                                 |
| 10                                              | 2010-10-12                                      | Amsterdam                                       | Nederland                                       | 1 – 4                                           | EK-kwalificatie                                 |                                                 |
| 11                                              | 2010-11-17                                      | Göteborg                                        | Duitsland                                       | 0 – 0                                           | Oefenwedstrijd                                  |                                                 |
| 12                                              | 2011-01-19                                      | Kaapstad                                        | Botswana                                        | 2 – 1                                           | Oefenwedstrijd                                  |                                                 |
| 13                                              | 2011-02-08                                      | Nicosia                                         | Cyprus                                          | 2 - 0                                           | Oefenwedstrijd                                  |                                                 |
| 14                                              | 2011-02-09                                      | Nicosia                                         | Oekraïne                                        | 1 – 1                                           | Oefenwedstrijd                                  |                                                 |
| 15                                              | 2011-03-29                                      | Solna                                           | Moldavië                                        | 2 – 1                                           | EK-kwalificatie                                 |                                                 |
| 16                                              | 2011-06-03                                      | Chisinau                                        | Moldavië                                        | 4 – 1                                           | EK-kwalificatie                                 |                                                 |
| 17                                              | 2011-06-07                                      | Solna                                           | Finland                                         | 5 – 0                                           | EK-kwalificatie                                 |                                                 |
| 18                                              | 2011-08-10                                      | Kharkiv                                         | Oekraïne                                        | 1 – 0                                           | Oefenwedstrijd                                  |                                                 |
| 19                                              | 2011-09-02                                      | Boedapest                                       | Hongarije                                       | 1 – 2                                           | EK-kwalificatie                                 |                                                 |
| 20                                              | 2011-09-06                                      | Serravalle                                      | San Marino                                      | 5 – 0                                           | EK-kwalificatie                                 |                                                 |
| 21                                              | 2011-10-07                                      | Helsinki                                        | Finland                                         | 2 – 1                                           | EK-kwalificatie                                 |                                                 |
| 22                                              | 2011-10-11                                      | Solna                                           | Nederland                                       | 3 – 2                                           | EK-kwalificatie                                 |                                                 |
| 23                                              | 2011-11-11                                      | Kopenhagen                                      | Denemarken                                      | 0 – 2                                           | Oefenwedstrijd                                  |                                                 |
| 24                                              | 2011-11-15                                      | Londen                                          | Engeland                                        | 0 – 1                                           | Oefenwedstrijd                                  |                                                 |
| 25                                              | 2012-01-18                                      | Doha                                            | Bahrein                                         | 2 – 0                                           | Oefenwedstrijd                                  |                                                 |
| 26                                              | 2012-02-29                                      | Zagreb                                          | Kroatië                                         | 3 – 1                                           | Oefenwedstrijd                                  |                                                 |
| 27                                              | 2012-05-30                                      | Göteborg                                        | IJsland                                         | 3 – 2                                           | Oefenwedstrijd                                  |                                                 |
| 28                                              | 2012-06-05                                      | Solna                                           | Servië                                          | 2 – 1                                           | Oefenwedstrijd                                  |                                                 |
| 29                                              | 2012-06-11                                      | Kiev                                            | Oekraïne                                        | 1 – 2                                           | EK-eindronde                                    |                                                 |
| 30                                              | 2012-06-15                                      | Kiev                                            | Engeland                                        | 2 – 3                                           | EK-eindronde                                    |                                                 |
| 31                                              | 2012-06-19                                      | Kiev                                            | Frankrijk                                       | 2 – 0                                           | EK-eindronde                                    |                                                 |
| 32                                              | 2012-08-15                                      | Solna                                           | Brazilië                                        | 0 – 3                                           | Oefenwedstrijd                                  |                                                 |
| 33                                              | 2012-09-06                                      | Helsingborg                                     | China                                           | 1 – 0                                           | Oefenwedstrijd                                  |                                                 |
| 34                                              | 2012-09-11                                      | Malmö                                           | Kazachstan                                      | 2 – 0                                           | WK-kwalificatie                                 |                                                 |
| 35                                              | 2012-10-12                                      | Torshavn                                        | Faeröer                                         | 2 – 1                                           | WK-kwalificatie                                 |                                                 |
| 36                                              | 2012-10-16                                      | Berlijn                                         | Duitsland                                       | 4 – 4                                           | WK-kwalificatie                                 |                                                 |
| 37                                              | 2012-11-14                                      | Solna                                           | Engeland                                        | 4 – 2                                           | Oefenwedstrijd                                  |                                                 |
| 38                                              | 2013-02-06                                      | Solna                                           | Argentinië                                      | 2 – 3                                           | Oefenwedstrijd                                  |                                                 |
| 39                                              | 2013-03-22                                      | Solna                                           | Ierland                                         | 0 – 0                                           | WK-kwalificatie                                 |                                                 |
| 40                                              | 2013-03-26                                      | Zilina                                          | Slowakije                                       | 0 – 0                                           | Oefenwedstrijd                                  |                                                 |
| 41                                              | 2013-06-03                                      | Malmö                                           | Macedonië                                       | 1 – 0                                           | Oefenwedstrijd                                  |                                                 |
| 42                                              | 2013-06-07                                      | Wenen                                           | Oostenrijk                                      | 1 – 2                                           | WK-kwalificatie                                 |                                                 |
| 43                                              | 2013-06-11                                      | Solna                                           | Faeröer                                         | 2 – 0                                           | WK-kwalificatie                                 |                                                 |
| 44                                              | 2013-08-14                                      | Solna                                           | Noorwegen                                       | 4 – 2                                           | Oefenwedstrijd                                  |                                                 |
| 45                                              | 2013-09-06                                      | Dublin                                          | Ierland                                         | 2 – 1                                           | WK-kwalificatie                                 |                                                 |
| 46                                              | 2013-09-10                                      | Astana                                          | Kazachstan                                      | 1 – 0                                           | WK-kwalificatie                                 |                                                 |
| 47                                              | 2013-10-11                                      | Solna                                           | Oostenrijk                                      | 2 – 1                                           | WK-kwalificatie                                 |                                                 |
| 48                                              | 2013-10-15                                      | Solna                                           | Duitsland                                       | 3 – 5                                           | WK-kwalificatie                                 |                                                 |
| 49                                              | 2013-11-15                                      | Lissabon                                        | Portugal                                        | 0 – 1                                           | WK-kwalificatie                                 |                                                 |
| 50                                              | 2013-11-19                                      | Solna                                           | Portugal                                        | 2 – 3                                           | WK-kwalificatie                                 |                                                 |
| 51                                              | 2014-01-17                                      | Abu Dhabi                                       | Moldavië                                        | 2 – 1                                           | Oefenwedstrijd                                  |                                                 |
| 52                                              | 2014-01-21                                      | Abu Dhabi                                       | IJsland                                         | 2 – 0                                           | Oefenwedstrijd                                  |                                                 |
| 53                                              | 2014-03-05                                      | Ankara                                          | Turkije                                         | 1 – 2                                           | Oefenwedstrijd                                  |                                                 |
| 54                                              | 2014-05-28                                      | Kopenhagen                                      | Denemarken                                      | 0 – 1                                           | Oefenwedstrijd                                  |                                                 |
| 55                                              | 2014-06-01                                      | Solna                                           | België                                          | 0 – 2                                           | Oefenwedstrijd                                  |                                                 |
| 56                                              | 2014-09-04                                      | Solna                                           | Estland                                         | 2 – 0                                           | Oefenwedstrijd                                  |                                                 |
| 57                                              | 2014-09-08                                      | Wenen                                           | Oostenrijk                                      | 1 – 1                                           | EK-kwalificatie                                 |                                                 |
| 58                                              | 2014-10-09                                      | Solna                                           | Rusland                                         | 1 – 1                                           | EK-kwalificatie                                 |                                                 |
| 59                                              | 2014-10-12                                      | Solna                                           | Liechtenstein                                   | 2 – 0                                           | EK-kwalificatie                                 |                                                 |
| 60                                              | 2014-11-15                                      | Podgorica                                       | Montenegro                                      | 1 – 1                                           | EK-kwalificatie                                 |                                                 |
| 61                                              | 2014-11-18                                      | Marseille                                       | Frankrijk                                       | 0 – 1                                           | Oefenwedstrijd                                  |                                                 |
| 62                                              | 2015-01-15                                      | Abu Dhabi                                       | Ivoorkust                                       | 2 – 0                                           | Oefenwedstrijd                                  |                                                 |
| 63                                              | 2015-01-19                                      | Abu Dhabi                                       | Finland                                         | 0 – 1                                           | Oefenwedstrijd                                  |                                                 |
| 64                                              | 2015-03-27                                      | Chișinău                                        | Moldavië                                        | 0 – 2                                           | EK-kwalificatie                                 |                                                 |
| 65                                              | 2015-03-31                                      | Solna                                           | Iran                                            | 3 – 1                                           | Oefenwedstrijd                                  |                                                 |
| 66                                              | 2015-06-08                                      | Oslo                                            | Noorwegen                                       | 0 – 0                                           | Oefenwedstrijd                                  |                                                 |
| 67                                              | 2015-06-14                                      | Solna                                           | Montenegro                                      | 3 – 1                                           | EK-kwalificatie                                 |                                                 |
| 68                                              | 2015-09-05                                      | Moskou                                          | Rusland                                         | 0 – 1                                           | EK-kwalificatie                                 |                                                 |
| 69                                              | 2015-09-08                                      | Solna                                           | Oostenrijk                                      | 1 – 4                                           | EK-kwalificatie                                 |                                                 |
| 70                                              | 2015-10-09                                      | Vaduz                                           | Liechtenstein                                   | 2 – 0                                           | EK-kwalificatie                                 |                                                 |
| 71                                              | 2015-10-12                                      | Solna                                           | Moldavië                                        | 2 – 0                                           | EK-kwalificatie                                 |                                                 |
| 72                                              | 14 november 2015                                | Solna                                           | Denemarken                                      | 2 – 1                                           | EK-kwalificatie                                 |                                                 |
| 73                                              | 17 november 2015                                | Kopenhagen                                      | Denemarken                                      | 2 – 2                                           | EK-kwalificatie                                 |                                                 |
| 74                                              | 6 januari 2016                                  | Abu Dhabi                                       | Estland                                         | 1 – 1                                           | Oefenwedstrijd                                  |                                                 |
| 75                                              | 10 januari 2016                                 | Abu Dhabi                                       | Finland                                         | 3 – 0                                           | Oefenwedstrijd                                  |                                                 |
| 76                                              | 24 maart 2016                                   | Antalya                                         | Turkije                                         | 2 – 1                                           | Oefenwedstrijd                                  |                                                 |
| 77                                              | 29 maart 2016                                   | Solna                                           | Tsjechië                                        | 1 – 1                                           | Oefenwedstrijd                                  |                                                 |
| 78                                              | 30 mei 2016                                     | Malmö                                           | Slovenië                                        | 0 – 0                                           | Oefenwedstrijd                                  |                                                 |
| 79                                              | 5 juni 2016                                     | Solna                                           | Wales                                           | 3 – 0                                           | Oefenwedstrijd                                  |                                                 |
| 80                                              | 13 juni 2016                                    | Saint-Denis                                     | Ierland                                         | 1 – 1                                           | EK-eindronde                                    |                                                 |
| 81                                              | 17 juni 2016                                    | Toulouse                                        | Italië                                          | 0 – 1                                           | EK-eindronde                                    |                                                 |
| 82                                              | 22 juni 2016                                    | Nice                                            | België                                          | 0 – 1                                           | EK-eindronde                                    |                                                 |

## Erelijst
AIK
- Svenska Cupen: 1995/96, 1996/97

 Örgryte IS
- Svenska Cupen: 1999/00

 AaB Fodbold
- Superligaen: 2007/08

 Rosenborg
- UEFA Intertoto Cup: 2008 (een van elf winnaars)
- Tippeligaen: 2009, 2010
- Mesterfinalen: 2010

Individueel
- Deens Trainer van het Jaar: 2008
- Noors Trainer van het Jaar: 2009

Als technisch directeur
 Mamelodi Sundowns
- Nedbank Cup: 2018